# Mikuláš Kubný
Mikuláš Kubný (* 12. září 2004, Kobeřice) je český fotbalový brankář, hraje za Baník Ostrava.

## Klubová kariéra
S fotbalem začal v Kobeřicích, ze kterých se v roce 2016 přesunul do Opavy.

### SFC Opava
V roce 2020 začal trénovat v A-týmu, v prosinci téhož roku taktéž podepsal profesionální smlouvu. Debut v nejvyšší soutěži si připsal dne 16. prosince 2020 proti Slovanu Liberec, kdy odchytal celý zápas a v 16 letech se stal nejmladším brankářem v lize.

### FC Baník Ostrava
Do Baníku nejdříve zamířil na půlroční hostování s možností opce, kdy si připsal jeden start za rezervu a 11 zápasů za U19 tým. Dne 3. srpna 2023 po uplatnění opce přišel na stálo.